# Sarcophaga gracilis
Sarcophaga gracilis är en tvåvingeart som beskrevs av Aldrich 1916. Sarcophaga gracilis ingår i släktet Sarcophaga och familjen köttflugor.
Artens utbredningsområde är Colorado. Inga underarter finns listade i Catalogue of Life.